# Эспен в королевстве троллей
«Эспен в королевстве троллей» (норв. Askeladden - I Dovregubbens hall) — норвежский приключенческий фильм-фэнтези 2017 года режиссёра Миккеля Бранне Сандемусе. В главной роли Вебьёрн Энгер. Премьера фильма состоялась 29 сентября 2017 года. Совместное производство с чешской производственной компанией Sirene Film и ирландской Irish Subotica Entertainment.

## Сюжет
По традиции норвежский король должен выдать свою дочь замуж до её восемнадцатилетия, иначе она станет женой тролля, который живёт в горах. Повзрослевшая принцесса Кристин не верит легенде, отказывается выходить за датского принца Фредерика и сбегает из дворца. Но тролль действительно просыпается и похищает девушку. 
Тем временем крестьянский сын Эспен случайно сжигает семейную избушку. Денег на строительство нового дома у его отца нет, и он посылает Эспена и его старших братьев Пьера и Пола на поиски принцессы, за спасение которой король пообещал большую награду — принцессу в жёны и полцарства в придачу. Три брата собираются убить Короля под горой и заслужить награду.

## В ролях
- Вебьёрн Энгер — Эспен Аскеладден
- Айли Харбо — принцесса Кристин
- Аллан Хайд — датский принц Фредерик
- Мадс Петтерсен — Пьер Аскеладден
- Элиас Хольмен Соренсен — Пола Аскеладден
- Гискен Арманд — Стуббекерринга
- Гард Б. Эйдсвольд — король Эрик
- Торбьёрн Харр — отец Аскеладден
- Ида Урсин-Хольм — Хульдра
- Артур Бёрнинг — Гуннар
- Насрин Хусрави — официантка в харчевне
- Антонио де ла Крус — Весле-Ян

## Прокат и критика
Фильм занял второе место по посещаемости (354 034 человек) в Норвегии в 2017 году, собрав в прокате 4,23 млн долларов.
Норвежский таблоид «Верденс ганг» охарактеризовал героев как «более или менее».